# Oberliga (American Football)
Die Oberliga ist die vierthöchste deutsche Spielklasse für American Football, unter der Regionalliga.

## Ligen
Die Oberliga wird von den 15 Landesverbänden ausgerichtet, wobei drei Verbände eine eigene Liga unterhalten und die übrigen zwölf sich zu vier Spielverbünden zusammengeschlossen haben:

### Landesverbandsligen
| Liga                       | Landesverband       |
| -------------------------- | ------------------- |
| Oberliga Baden-Württemberg | Baden-Württemberg   |
| Bayernliga (4 Gruppen)     | Bayern              |
| Oberliga NRW               | Nordrhein-Westfalen |

### Spielverbundligen
| Liga                       | Landesverbände                                     |
| -------------------------- | -------------------------------------------------- |
| Oberliga Mitte             | Hessen, Rheinland-Pfalz, Saarland                  |
| Oberliga Mitteldeutschland | Sachsen, Sachsen-Anhalt, Thüringen                 |
| Oberliga Nord (2 Gruppen)  | Bremen, Hamburg, Niedersachsen, Schleswig-Holstein |
| Oberliga Ost               | Berlin-Brandenburg, Mecklenburg-Vorpommern         |

## Mannschaften
Folgende Mannschaften spielen derzeit in der Oberliga (Stand: Saison 2025):
| Baden-Württemberg | Bayernliga                                                                                         | Bayernliga | Bayernliga | Bayernliga | Mitte |
| Baden-Württemberg | Gruppe 1                                                                                           | Gruppe 2 | Gruppe 3 | Gruppe 4 | Mitte |
| --- | -------------------------------------------------------------------------------------------------- | --- | --- | --- | --- |
| - Bondorf Bulls - Konstanz Pirates - Kornwestheim Cougars - Ludwigsburg Bulldogs - Mannheim Bandits - Red Knights Tübingen - Stuttgart Scorpions | - Aschaffenburg Stallions - Bamberg Bucks - Hemhofen Gechers - Herzo Rhinos - Schweinfurt Chargers | - Bayreuth Dragons - Erlangen Sharks - Hof Jokers - Nürnberg Hawks - Straubing Spiders II                                                                             | - Bad Tölz Capricorns - Königsbrunn Ants - Starnberg Argonauts | - Erding Bulls - Gendorf Crusaders - Munich Cowboys II - Rosenheim Rebels                                                    | - Darmstadt Diamonds - Dudelage Steelers - Hadamar Black Goats - Mittelrhein Phoenix - Wetterau Bulls - Wetzlar Wölfe                                             |
| | | | | | |
| Nord | Nord                                                                                               | NRW | NRW | Mitteldeutschland | Ost |
| Nord | Süd                                                                                                | NRW | NRW | Mitteldeutschland | Ost |
| - Hamburg Huskies - Kiel Baltic Hurricanes II - Lübeck Cougars II - Lüneburg Razorbacks                                                          | - Hannover Stampeders - Osnabrück Tigers - Lohne Longhorns - Ritterhude Badgers                    | - Bochum Rebels - Bonn Gamecocks - Dortmund Giants - Kachtenhausen White Hawks - Mönchengladbach Wolfpack - Münster Phoenix - Remscheid Amboss - Wuppertal Greyhounds | - Bochum Rebels - Bonn Gamecocks - Dortmund Giants - Kachtenhausen White Hawks - Mönchengladbach Wolfpack - Münster Phoenix - Remscheid Amboss - Wuppertal Greyhounds | - Chemnitz Crusaders - Dresden Monarchs II - Görlitz Grizzlies - Jenaer Hanfrieds - Leipzig Hawks - Radebeul Suburbian Foxes | - Baltic Blue Stars Rostock - Berlin Bears - Berlin Bullets - Berlin Rebels II - Berlin Thunderbirds - Frankfurt Red Cocks - Tollense Sharks - Vorpommern Vandals |